# 波基坦努克 (康乃狄克州)
波基坦努克（英語：Poquetanuck）是位於美國康乃狄克州新倫敦縣的一個歷史區。該地的面積和人口皆未知。

## 地理
波基坦努克的座標為41°29′14″N 72°02′31″W / 41.48722°N 72.04194°W，而該地的平均海拔高度為54米（即177英尺）。